# ناعومي آكي
ناعومي آكي (مواليد 2 نوفمبر 1992) هي ممثلة إنجليزية، أشتهرت لدورها في مسلسل نهاية العالم اللعين.

## روابط خارجية
- ناعومي آكي على موقع IMDb (الإنجليزية)
- ناعومي آكي على موقع روتن توميتوز (الإنجليزية)
- ناعومي آكي على موقع ألو سيني (الفرنسية)
- ناعومي آكي على موقع قاعدة بيانات الفيلم (الإنجليزية)